# Alles gelogen
Alles gelogen ist eine deutsche Filmkomödie von Erik Haffner aus dem Jahr 2024. In der Hauptrolle spielt Bastian Pastewka einen Ehemann und Vater, dessen Leben durch ständiges Lügen gekennzeichnet ist. Der Film ist seit dem 4. Juli 2024 in der ZDFmediathek verfügbar und wurde am 5. September 2024 im ZDF ausgestrahlt.

## Handlung
Familienvater Hajo nimmt es mit der Wahrheit nicht sehr genau, und so manche Lüge hat ihn bislang schon vor einigen Problemen bewahrt. Als er zu seiner Arbeit als Autoverkäufer zum wiederholten Mal zu spät kommt und seine Entlassung droht, bekommt er von Chefin Kirsten eine allerletzte Chance. Doch schon am nächsten Morgen droht er sich erneut zu verspäten. Zuerst ein Termin mit seiner Frau Vera bei der Schuldirektorin von Sohn Marvin, der Schulcomputer gestohlen haben soll, dann noch eine Verkehrskontrolle. Hajo ruft Rezeptionistin Birgit im Autohaus an und erzählt spontan, dass seine Frau einen tödlichen Unfall gehabt habe. Hajo fährt nach Hause, erledigt Sachen im Haushalt und verbringt einen romantischen Abend mit seiner Frau.
Hajo muss einiges tun, um die Lüge aufrechtzuerhalten, und versucht Vera vor allen anderen zu verstecken, was zu vielen Missverständnissen führt. Darüber hinaus muss Hajo weitere Herausforderungen meistern: Zunächst soll er für Kirstens Mann Alexander eine Falschaussage vor der Polizei machen, da dieser dem Kriminellen Damir einen Wagen verkauft hat, der bei einem Überfall zum Einsatz kam – und wovon Kirsten nichts wissen darf. Hajo muss sich jetzt mit dem ermittelnden Kommissar Friedländer herumschlagen. Dann muss er auch noch den vermeintlichen Freund für Birgit spielen, damit diese an ihrem Geburtstag vor ihrer Mutter und deren Freundinnen eine durchaus beziehungsfähige Frau abgibt. Als Hajo und Birgit nach der Rückfahrt betrunken auf Vera treffen, denkt diese, dass zwischen beiden etwas läuft, worauf Vera kurzerhand zu einer Arbeitskollegin zieht.
Die Lüge bringt Hajo immer mehr in die Bredouille. So muss er jetzt Sohn Marvin überzeugen, dass dessen Mutter Vera noch lebt, und plötzlich steht auch noch Damir vor seiner Tür und fordert Hajos Falschaussage ein. Als dann auch noch Kirsten und Birgits Mutter eintreffen, muss Hajo einiges erklären. Mittlerweile hat Hauptkommissar Friedländer sogar den Verdacht, Hajo hätte der untergetauchten Vera etwas angetan. Vera hingegen gibt – mittlerweile von Hajos Lüge wissend – ihrerseits vor, Hajo sei gestorben, um einen Foodtruck schnell zu erstehen und ein selbstständiges Leben anzufangen. Als Hajo und der Kommissar später auf Vera treffen, gibt diese sich zunächst nicht als Hajos Frau aus. Nur mit aller Mühe können sie dann den Kommissar von ihrer Ehe überzeugen. Als sie kurz danach Sohn Marvin gemeinsam aus einer misslichen Situation befreien können, sprechen sich die Eheleute über ihre Beziehung, Hajos Lügen und seine Beweggründe aus.
Da Hajo der Polizei jetzt die Wahrheit über Alexanders Autoverkauf gesagt hat, wird er von Kirsten und Alexander gefeuert. Einzig Birgit dankt Hajo, weil er mit ihrer Mutter geredet hat. Vera hatte während ihres Untertauchens über ihr Leben nachgedacht und da sie den Foodtruck schlussendlich nicht mehr kaufen konnte, beschließt sie mit ihrem Mann, gemeinsam ein neues Leben in ehrlichen Verhältnissen zu beginnen.

## Produktion
Der Film basiert auf der britischen Serie Ordinary Lies aus dem Jahr 2015. Autor und Produzent Ralf Husmann hat die deutschsprachigen Rechte an der Serie erworben, konnte sie aber nicht an einen Sender verkaufen. Um den Stoff nicht komplett ungenutzt zu lassen, hat er die Handlung der ersten Folge zu einem 90-minütigen Film entwickelt. Nachdem Bastian Pastewka Interesse bekundet hat, die Hauptrolle zu spielen, hat sich das ZDF bereit erklärt, den Film zu kaufen.
Der Film wurde vom 10. Oktober 2023 bis zum 7. Dezember 2023 in Berlin und Umgebung gedreht.

## Soundtrack
Für den Soundtrack wurden unter anderem folgende Songs verwendet:
- Queen (Don’t Stop Me Now)
- Berlin (Take My Breath Away)
- Bilderbuch (Bungalow)
- Fleetwood Mac (Little Lies)

## Rezeption

### Kritiken
Das Lexikon des internationalen Films gibt dem Film insgesamt 3 von 5 Sternen. Die Redaktion schreibt: „Eine routiniert inszenierte, amüsante Komödie mit einer Paraderolle für Hauptdarsteller Bastian Pastewka, neben dem auch das restliche Ensemble glänzen kann. Zwar ist die Handlung in ihrer Konsequenzlosigkeit wenig realistisch, das Drehbuch versteht es jedoch, aus der Situation immer wieder intelligenten Humor zu gewinnen.“
Die Redaktion der TV Spielfilm gibt dem Film einen Daumen nach oben und lobt insbesondere Bastian Pastewka. Der sympathische Film sei zwar recht wenig glaubhaft, allerdings mache es große Freude, dem Hauptdarsteller zuzuschauen.
In der Besprechung bei tittelbach.tv kommt Rainer Tittelbach auf insgesamt 5 von 6 Sternen. Alles gelogen sei eine aberwitzige Charakterstudie und temporeiche Verwechslungskomödie, die – obwohl es die erste Zusammenarbeit von Pastewka und Autor Ralf Husmann ist – insgesamt gelungen sei. Die liege insbesondere an Bastian Pastewka. Komprimiert auf 90 Minuten erzähle der Film eine ähnliche Geschichte wie in der Comedy Pastewka. Der Film allerdings sei keine Comedy, kein Gag-Feuerwerk, sondern eine Filmkomödie, bei der die Gags in den Situationen stecke. Lina Beckmann sorge als anfänglich bemitleidenswerte Kollegin für tragikomische Akzente; sie harmoniere – ebenso wie Katrin Wichmann – prächtig mit Pastewka.
Jaschar Marktanner gibt den Film bei film-rezensionen.de insgesamt 5 von 10 Punkten. Der Film wirke „wie eine in die Länge gezogene Folge von Pastewka“, wobei die Gagdichte und -trefferquote geringer sei. Einige Gedankenanstöße hätten in einer ernsteren Umsetzung genauer verfolgt werden können, allerdings müsse ein Fernsehfilm nicht unbedingt höheren Ansprüchen genügen. Bei dem Ensemble und dem Potential sei das Ergebnis für Marktanner etwas enttäuschend. Dennoch seien die Dialogzeilen überwiegend gelungen. Insbesondere trage das Ensemble dazu bei, dass der Film letztendlich doch zu seichten Unterhaltung beitrage. Pastewka jedenfalls funktioniere „sowohl mit Wichmann als auch mit Beckmann hervorragend“.

### Einschaltquote
Bei der Erstausstrahlung am 5. September 2024 im ZDF sahen den Film 2,28 Millionen Zuschauer. Dies bedeutete einen Marktanteil von 13,5 % für den Sender.